# 赫斯鎮區 (印地安納州哈里森縣)
赫斯鎮區（英語：Heth Township）是位於美國印地安納州哈里森縣的一個行政鎮區。

## 地方資料
根據2010年美國人口普查的數據，赫斯鎮區的面積為89.00平方千米，當中陸地面積為87.10平方千米，而水域面積為1.90平方千米。當地共有人口1278人，而人口密度為每平方千米14.36人。